# Baphomet

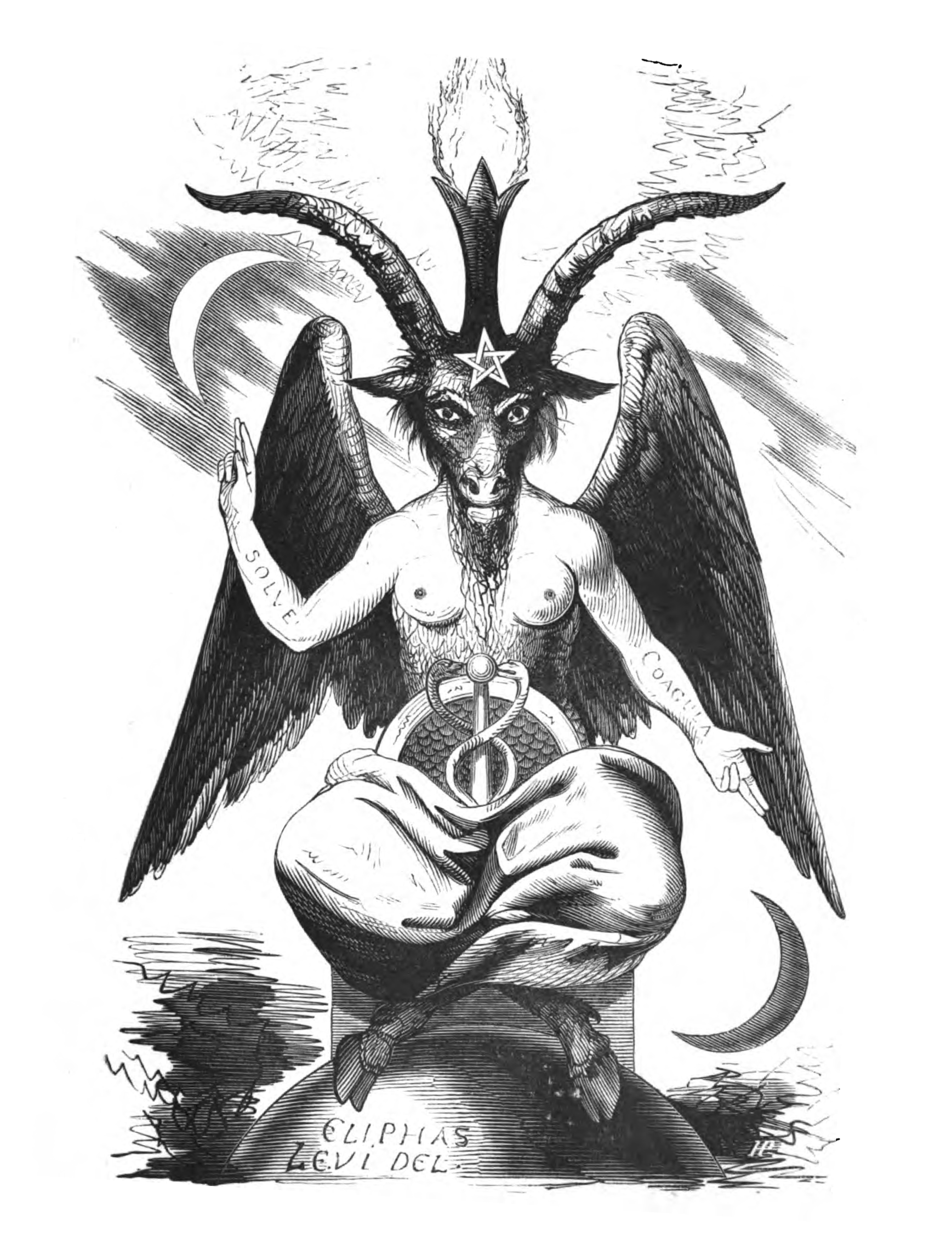
Baphomet

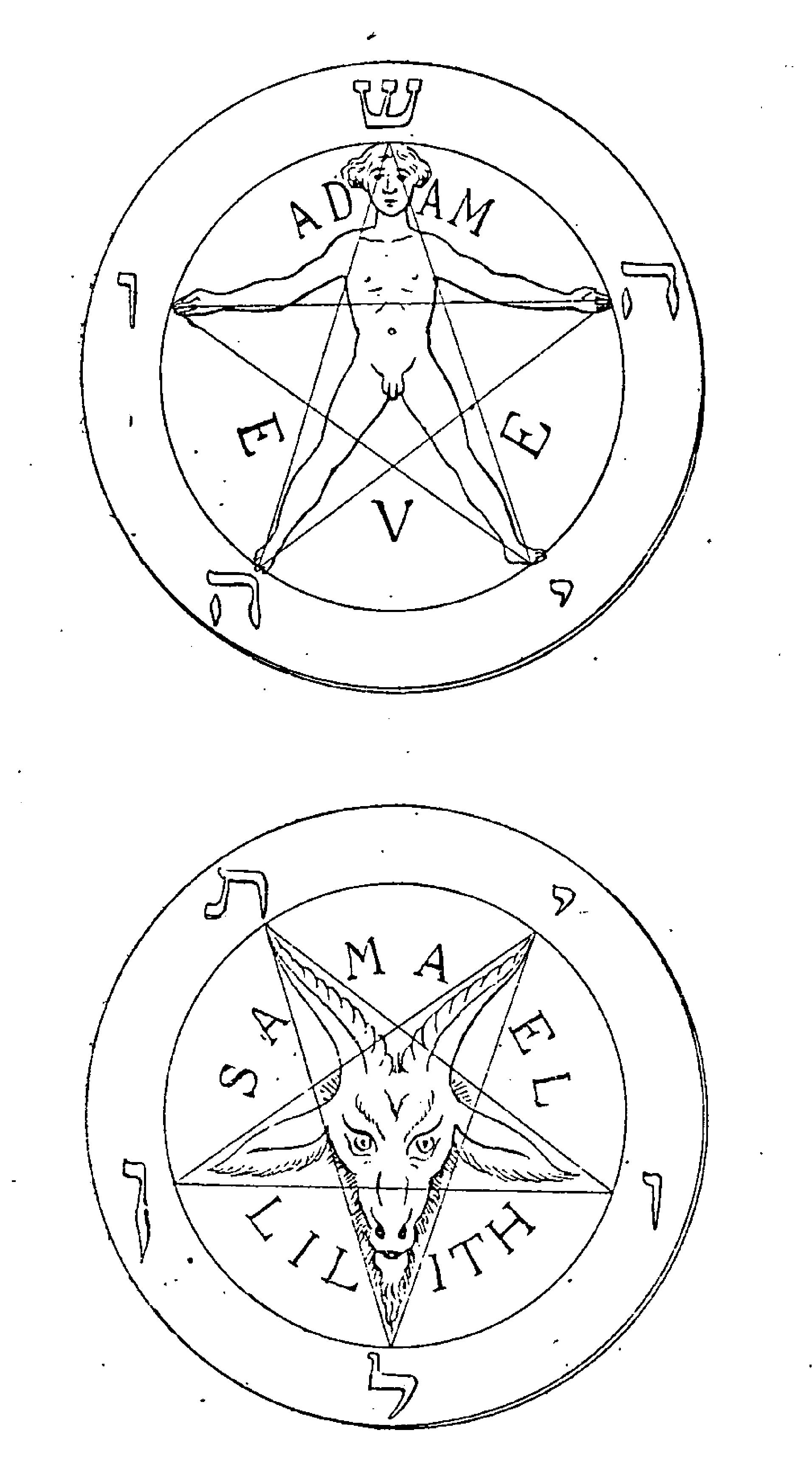
Pentagram Stanisława de Guaita z 1897. Anton Szandor LaVey

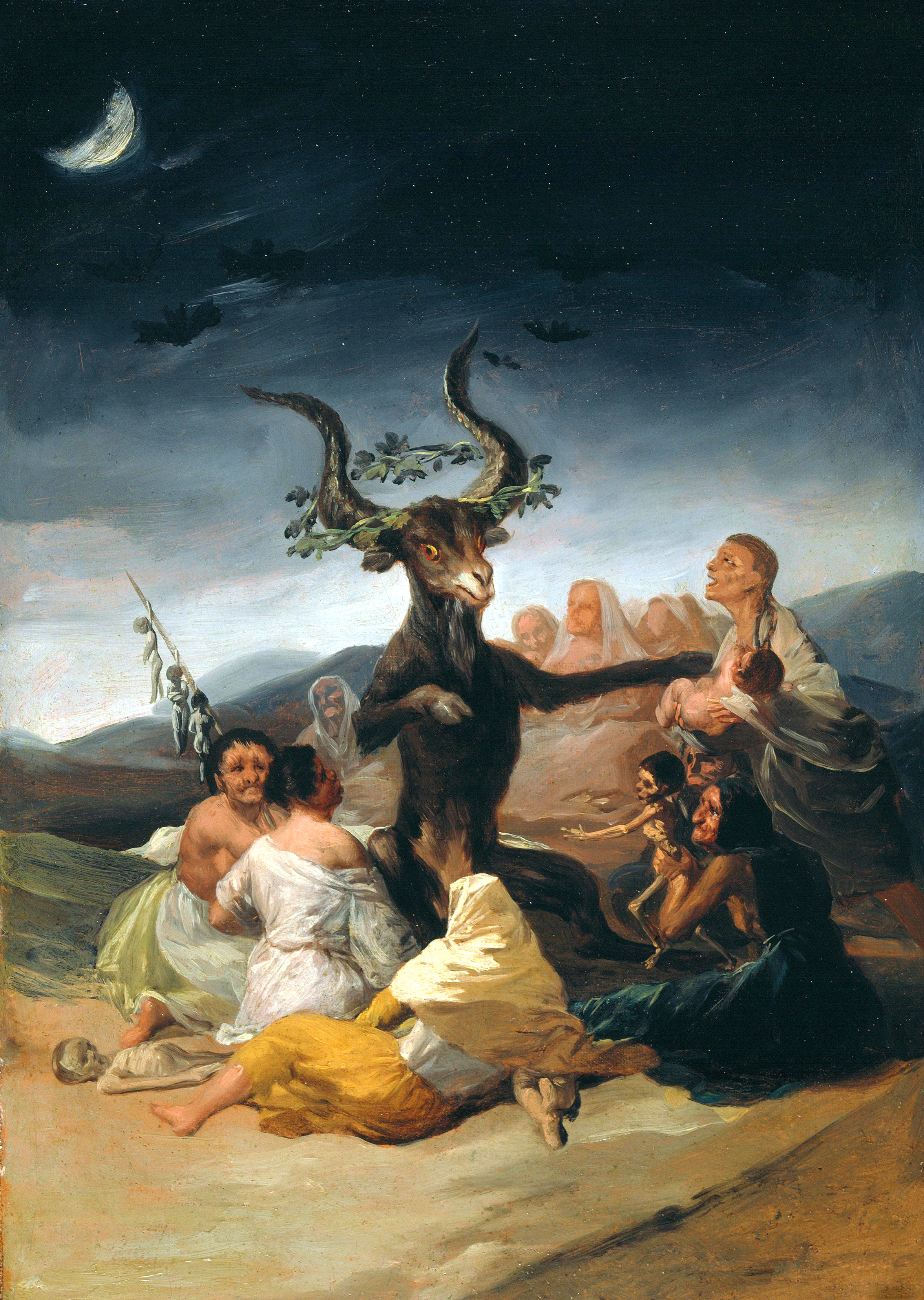
Sabat czarownic, obraz Francisca Goi, 1797–1798

Baphomet, Bafomet – synkretyczne bóstwo, któremu cześć rzekomo oddawać mieli templariusze w świątyniach zwanych baphomeriami lub bafomeriami. Rzekomo później czcili go wszyscy okultyści i masoneria.

## Wygląd
Pierwszy znany opis Baphometa został wykonany przez Eliphasa Léviego, XIX-wiecznego okultystę, który przedstawił go jako kozła z wielkimi rogami, z kobiecymi piersiami, ze skrzyżowanymi kopytami, siedzącego na ujarzmionym globie ziemskim. Na łbie miał pentagram, na plecach zaś skrzydła. Jego prawa ręka z napisem „Solve” (rozwiąż) i złożonymi na krzyż palcami była wyciągnięta ku znajdującemu się u góry półksiężycowi. Lewa ręka z napisem „Coagula” (zwiąż), również ze skrzyżowanymi palcami, wyciągnięta natomiast do półksiężyca na dole. Na pokrytym łuską brzuchu miał kaduceusz, mitologiczne narzędzie uśmierzania sporów, tutaj będący symbolem drzewa poznania dobra i zła wyrażającego dualizm wszystkich rzeczy.

## Wykorzystanie wizerunku
Obraz Eliphasa Léviego posłużył E.A. Waite’owi jako model karty Diabeł w jego talii kart tarota. Nie jest to jednak pewne, gdyż zarówno on, jak i Lévi korzystać mogli ze starobabilońskiego wizerunku demonicznej/wampirycznej bogini Lilith, później przez La Veya utożsamianej z żoną Lucyfera.

## Znaczenie
Imię bóstwa bywa tłumaczone jako deformacja imienia proroka Mahometa.
W wersji Léviego sam Baphomet nie jest formą boga czy demona antychrześcijańskiego, a symbolem dualizmu i dychotomiczności świata, na co wskazuje zestawienie przeciwstawnych wartości w jego wyobrażeniu. Idea, że Baphomet jest formą boga czy demona, narodziła się dopiero podczas przesłuchań templariuszy i pozostała synonimem diabła w świadomości ludzi, chociaż fakty wskazują, że jest to obraz symboliczny nawiązujący do filozofii zakonu (tak jak używany przez templariuszy podwójny krzyż w początkach ich działalności).

## Zeznania templariuszy
Zeznający podczas procesu templariusze często przedstawiali Baphometa jako głowę. Chodzi tu o głowę Jana Chrzciciela lub o twarz Jezusa Chrystusa odciśniętą na Całunie Turyńskim, który rzekomo był w posiadaniu templariuszy. Jednak inni zeznający templariusze opisywali głowę zupełnie inaczej, np. jeden z nich twierdził, że jest ona pokryta mięsem i ma lekko niebieskie włosy, drugi natomiast, że była to głowa wykonana z drewna, posrebrzana i pozłacana, inny z kolei twierdził, że głowa była tylko namalowana na desce.

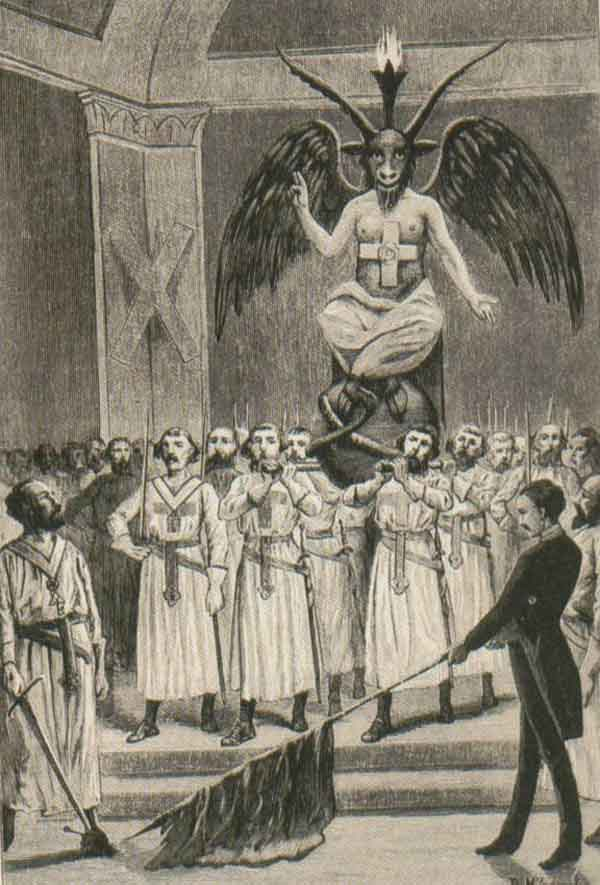
Eliphas Lévi utrzymywał, iż Baphomet to symbol Najwyższej Istoty, któremu oddają cześć wszyscy okultyści, a także masoneria.